# Bayon (Cameroun)
Pour les articles homonymes, voir Bayon.
Bayon est un village de la Région du Littoral du Cameroun, situé dans la commune de Baré-Bakem. Situé à 17 km de Melong, on y accède par la route qui lie Baré-Bakem à Melong.

## Population et développement
En 1967, la population de Bayon était de 377 habitants, essentiellement des Baréko. La population de Bayon était de 1101 habitants dont 515 hommes et 586 femmes, lors du recensement de 2005.